# Stroítel
Stroítel - Строитель (rus) - és una ciutat de l'óblast de Bélgorod, a Rússia.